# Glypta albilineata
Glypta albilineata är en stekelart som beskrevs av Dasch 1988. Glypta albilineata ingår i släktet Glypta och familjen brokparasitsteklar. Inga underarter finns listade i Catalogue of Life.